# Alternative Press Music Award for Song of the Year
Der Alternative Press Music Award for Song of the Year, auf Deutsch „Alternative Press Music Award für das Lied des Jahres“ ist ein Musikpreis, der seit 2014 bei den jährlich stattfindenden Alternative Press Music Awards verliehen wird. Ausgezeichnet werden Lieder, die von den Lesern des Alternative Press für bedeutend in der alternativen Musikszene angesehen werden. Bisher erhielten drei Künstler jeweils eine Auszeichnung in dieser Kategorie.

## Hintergrund
Am 24. April 2014 verkündete das US-amerikanische Musikmagazin Alternative Press, welches sich auf Punk, Hardcore und deren Subgenres spezialisiert hat, die erstmalige Verleihung der Alternative Press Music Awards. Begründet wurde dies damit, „dass das Alternative Press bereits seit 30 Jahren die führende Stimme in dieser Musik und dem Lebensstil sei und man nun endlich eine Nacht habe, um diesen zu zelebrieren.“
Die erste Awardverleihung fand am 21. Juli 2014 im Rock and Roll Hall of Fame Museum in Cleveland, Ohio statt. Die Leser des Musikmagazins konnten zunächst in zwölf Kategorien für ihre Favoriten stimmen, welche zuvor vom Magazin nominiert wurden. Darunter befand sich auch die Kategorie für das Lied des Jahres. Im ersten Jahr gewann die US-amerikanische Band All Time Low mit A Love Like War diese Auszeichnung. Im Folgejahr gewannen Sleeping with Sirens mit ihrer Single Kick Me diesen Preis. 2016 erhielt das inzwischen zum Solo-Projekt des Sängers Brendon Urie umgeformte Panic! at the Disco für Hallelujah einen Skully in dieser Kategorie.

## Statistik
Die Auszeichnung ging bisher bei drei Verleihungen an drei verschiedene Künstler. Alle bisherigen Preisträger, All Time Low, Black Veil Brides und twenty one pilots kommen aus den Vereinigten Staaten. Pierce the Veil wurden bisher zwei Mal in dieser Kategorie nominiert.

## Gewinner und Nominierte Künstler

### Seit 2014
| Jahr               | Künstler / Band      | Nationalität       | Werk                              | Weitere nominierte Künstler | Bilder der Künstler        |
| ------------------ | -------------------- | ------------------ | --------------------------------- | --- | -------------------------- |
| 2014 21. Juli 2014 | All Time Low         | Vereinigte Staaten | A Love Like War feat. Vic Fuentes | - Bring Me the Horizon – Shadow Moses - Fall Out Boy – My Songs Know What You Did In The Dark (Light Em Up) - Falling in Reverse – Alone - Paramore – Still Into You - Sleeping with Sirens – Alone feat. MGK | All Time Low, 2008         |
| 2015 22. Juli 2015 | Sleeping with Sirens | Vereinigte Staaten | Kick Me                           | - Beartooth – Beaten in Lips - Motionless in White – Reincarnate - Real Friends – I Don't Love You Anymore - Set It Off! – Why Worry - PVRIS – My House                                                       | Sleeping with Sirens, 2012 |
| 2016 18. Juli 2016 | Panic! at the Disco  | Vereinigte Staaten | Hallelujah                        | - Falling in Reverse – Just Like You - Never Shout Never – Hey! We OK - Of Mice & Men – Would You Still Be There - Pierce the Veil – The Divine Zero - State Champs – Secrets                                 | Panic! at the Disco, 2016  |
| 2017 17. Juli 2017 | Andy Black           | Vereinigte Staaten | We Don’t Have to Dance            | - A Day to Remember – Paranoia - Pierce the Veil – Circles - Machine Gun Kelly – Alpha Omega - Real Friends – Mess - Waterparks – Stupid for Me                                                               |                            |